# Fehérfarkú vakond
A fehérfarkú vakond (Parascaptor leucura) az emlősök (Mammalia) osztályának Eulipotyphla rendjébe, ezen belül a vakondfélék (Talpidae) családjába tartozó faj.
Nemének az egyetlen faja.

## Előfordulása
A fehérfarkú vakond előfordulási területe Banglades, India keleti államai, Kína délnyugati része és Mianmar.

## Fordítás
- Ez a szócikk részben vagy egészben  a   White-tailed mole című angol Wikipédia-szócikk ezen változatának fordításán alapul.  Az eredeti cikk szerkesztőit annak laptörténete sorolja fel. Ez a jelzés csupán a megfogalmazás eredetét és a szerzői jogokat jelzi, nem szolgál a cikkben szereplő információk forrásmegjelöléseként.